# Diptera (astronomia)
Diptera (β Muscae, β Mus) è una stella della costellazione della Mosca.
Si tratta di una stella binaria composta da due stelle blu di sequenza principale, dista 341 anni luce ed ha una magnitudine apparente di +2,91 ed una magnitudine assoluta combinata di -2,06.

## Osservazione
Si tratta di una stella situata nell'emisfero australe. La sua posizione è fortemente australe e ciò comporta che la stella sia osservabile prevalentemente dall'emisfero sud, dove si presenta circumpolare anche dalle regioni temperate; dall'emisfero nord la sua visibilità è invece limitata alle regioni tropicali, comunque non più a nord della latitudine 21° N. La sua magnitudine pari a +2,91 le consente di essere scorta con facilità anche dalle aree urbane di moderate dimensioni.

## Caratteristiche fisiche
La stella principale, Beta Muscae A, è una stella di classe spettrale B2V, 2750 volte più luminosa del Sole e con una massa 8 volte superiore. Beta Muscae B, che ha un periodo orbitale di circa 195 anni e si trova su un'orbita particolarmente eccentrica, ha una massa 6,5 volte quella del Sole, il diametro è lo stesso della compagna, ma rispetto a questa è meno calda, con una temperatura superficiale di 18500 K.
Il sistema fa parte dell'associazione stellare Scorpius-Centaurus, e più in particolare del sottogruppo Centauro-Croce. L'età stimata delle due stelle è di circa 15 milioni di anni.